# Jacques Perrin
Jacques Perrin nome artístico de Jacques André Simonet (13 de julho de 1941 - 21 de abril de 2022) foi um ator e produtor de cinema francês. Ele foi ocasionalmente creditado como Jacques Simonet.
Jacques André Simonet nasceu no Boulevard Port-Royal em Paris em 13 de julho de 1941.  Seu pai, Alexandre Simonet (n. 1899) era o gerente da Comédie-Française e sua mãe era a atriz Marie Perrin (1902 - 1983), cujo sobrenome adotaria como nome artístico assim que começasse a atuar. Ele também é sobrinho do ator Antoine Balpêtré, que também foi padrinho de sua irmã.
Até os onze anos, ele foi educado em um colégio interno. Depois de obter seu certificado escolar, ele deixou a escola aos 15 anos e trabalhou como teletipista na Air France e em vários empregos no varejo antes de entrar no mundo do teatro, trabalhando com Antoine Balpêtré. Três anos depois, Perrin se matriculou em aulas de teatro no Conservatoire National Supérieur d'Art Dramatique.